# ناحیه بیگ پیری، میشیگان
ناحیه بیگ پیری (به انگلیسی: Big Prairie Township) یک منطقهٔ مسکونی در ایالات متحده آمریکا است که در شهرستان نیویگو، میشیگان واقع شده‌است.
 ناحیه بیگ پیری ۹۳٫۸ کیلومتر مربع مساحت و ۲٬۴۶۵ نفر جمعیت دارد و ۲۷۸ متر بالاتر از سطح دریا واقع شده‌است.